# MOL Group

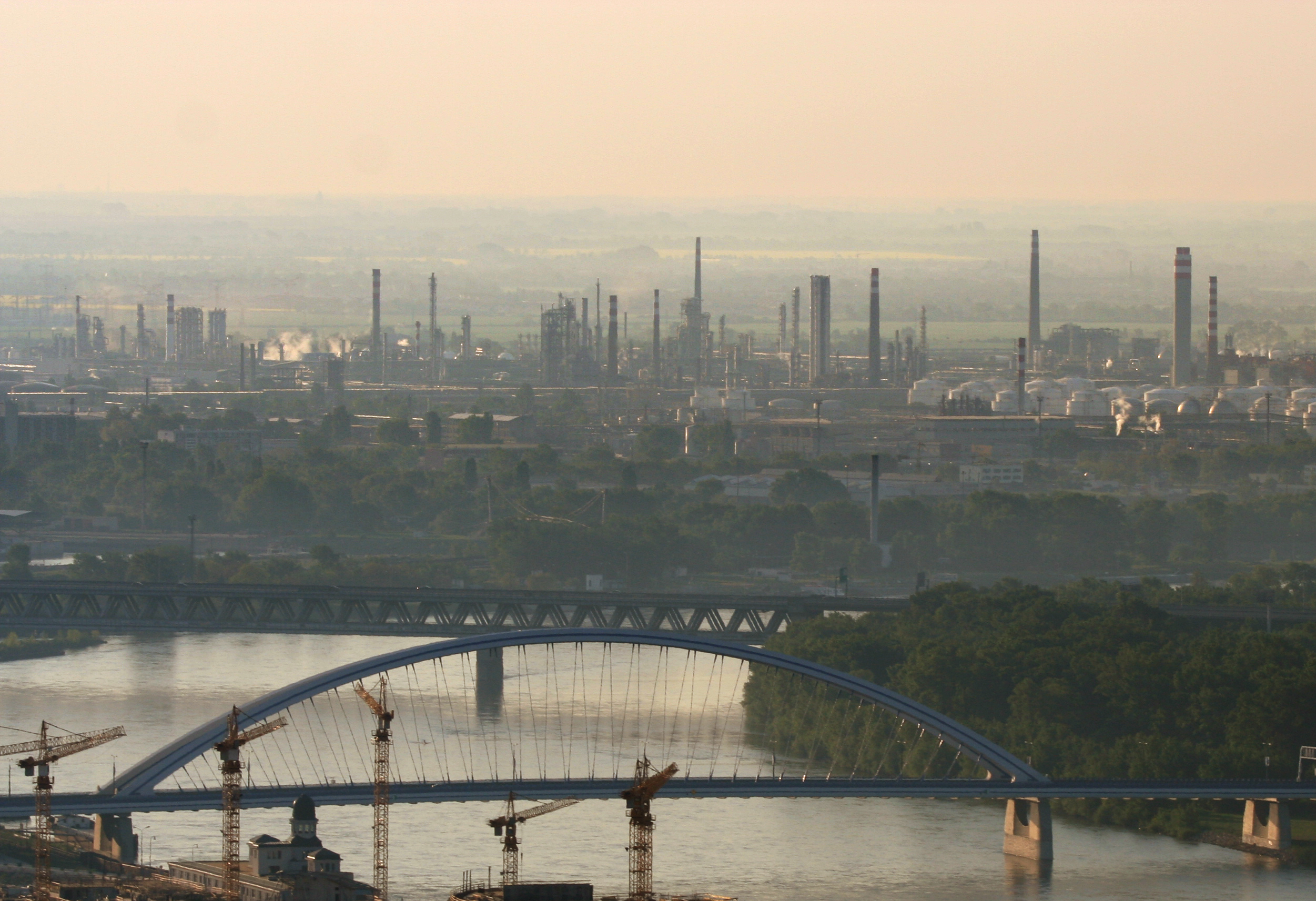
Refinaria Slavonaft, em Brastislava

MOL Group (Magyar OLaj- és Gázipari Részvénytársaság) é uma companhia petrolífera sediada em Budapeste, Hungria.

## História
A companhia foi estabelecida em 1991 através de nove pequenas companhias.